# Østerbro Provsti
Den 1. januar 2012 blev Østerbro Provsti nedlagt og slået sammen med Holmens Provsti under navnet Holmens-Østerbro Provsti.
Østerbro Provsti var et provsti i Københavns Stift.  Provstiet ligger i Københavns Kommune.
Østerbro Provsti bestod af 7 sogne med 9 kirker, fordelt på 6 pastorater.

## Pastorater
| Pastorater i Østerbro Provsti | Pastorater i Østerbro Provsti | Pastorater i Østerbro Provsti |
| ----------------------------- | ----------------------------- | ----------------------------- |
| Aldersro-Lundehus Pastorat    | Hans Egedes Pastorat          | Kildevælds Pastorat           |
| Rosenvænget Pastorat          | Sankt Jakobs Pastorat         | Sions Pastorat                |

## Sogne
| Sogne i Østerbro Provsti | Sogne i Østerbro Provsti | Sogne i Østerbro Provsti |
| ------------------------ | ------------------------ | ------------------------ |
| Aldersro Sogn            | Hans Egedes Sogn         | Kildevælds Sogn          |
| Lundehus Sogn            | Rosenvænget Sogn         | Sankt Jakobs Sogn        |
| Sions Sogn               |                          |                          |